# Рафаел Гордиљо
Рафаел Гордиљо Вазкез (шп. Rafael Gordillo Vázquez; 24. фебруар 1957) бивши је шпански фудбалер.

## Биографија
Рођен у Алмендралеху у провинцији Бадахос, Екстремадура. Гордиљо се преселио у Севиљу (одакле су му родитељи били пореклом) када је имао само неколико месеци. Одрастао је у насељу Полигоно де Сан Пабло, а први уговор потписао је за Реал Бетис 1972. са 15 година. Дана 30. јануара 1977. дебитовао је за први тим у Ла Лиги, против Бургоса. Помогао је Андалузијцима да освоје Куп краља у својој првој години.
Проглашен је за шпанског фудбалера године у сезони 1979/80, за Бетис је наступио на скоро 300 званичних утакмица. Гордило је прешао у Реал Мадрид 1985. године, освојио је Куп УЕФА у својој дебитантској сезони и постигао гол у финалу против немачког Келна. Са Хосе Антониом Камачом чинио је застрашујући тандем у одбрани Реала. У Купу Шпаније 1989. постигао је једини гол у финалу против Реал Ваљадолида.
Гордиљо се вратио у Бетис 1992, када је имао 35 година, помогао је клубу да се врате у највишу дивизију у својој другој години. Повукао се из фудбала у дресу Есихе, који је такође играо у Сегунди. Касније је радио као спортски директор у овом клубу.
У наредној деценији, Гордиљо се вратио у Бетис, такође обављао функцију директора. Дана 13. децембра 2010. године изабран је за председника клуба.
За репрезентацију Шпаније одиграо 75 утакмица и постигао три гола. Дебитовао је 29. марта 1978. у пријатељској утакмици против Норвешке у Хихону (резултат 3-0).
Играо је на два ФИФА светска првенства (1982. у Шпанији и 1986. у Мексику). Наступио је на три Европска првенства (1980, 1984. и 1988). Са репрезентацијом је завршио на другом месту Европског првенства 1984. године у Француској, када су у финалу поражени од домаћина. На Европском првенству 1988. у Западној Немачкој, постигао је гол у групној фази против Данске.

## Успеси

### Играч
Бетис
- Куп краља : 1976/77.[2]

Реал Мадрид
- Примера : 1985/86, 1986/87, 1987/88, 1988/89, 1989/90.
- Куп краља : 1988/89.
- Суперкуп Шпаније : 1988, 1989, 1990.
- Куп УЕФА : 1984/85, 1985/86.[12]

Шпанија
- Европско првенство
  - Финалисти (1): 1984.[13]

### Индивидуални
- Шпански играч године у Ла Лиги: 1979/80.